# Michiel Jansz. van Mierevelt

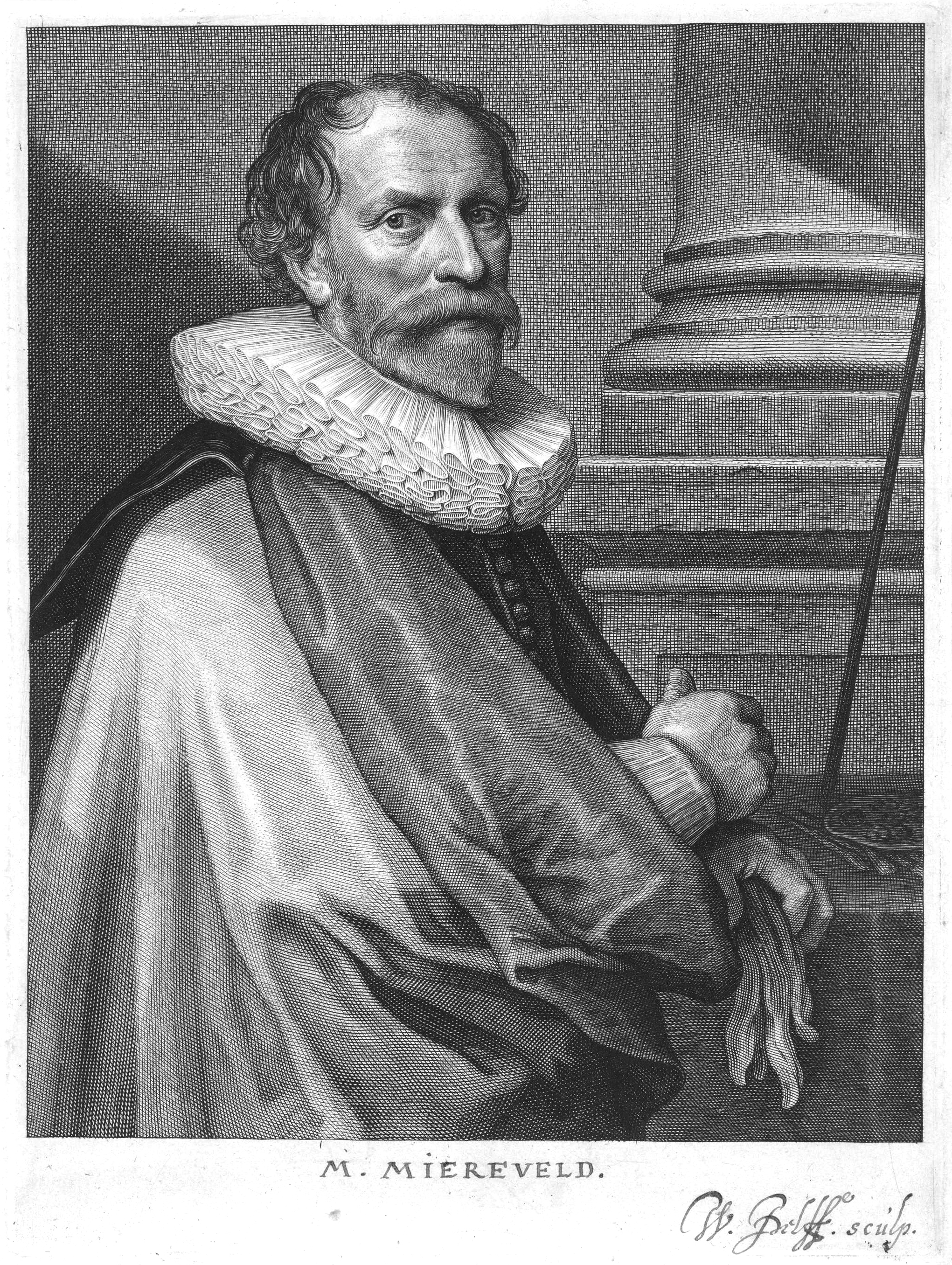
Retrato de Michiel Jansz. van Mierevelt por Willem Jacobsz. Delff.

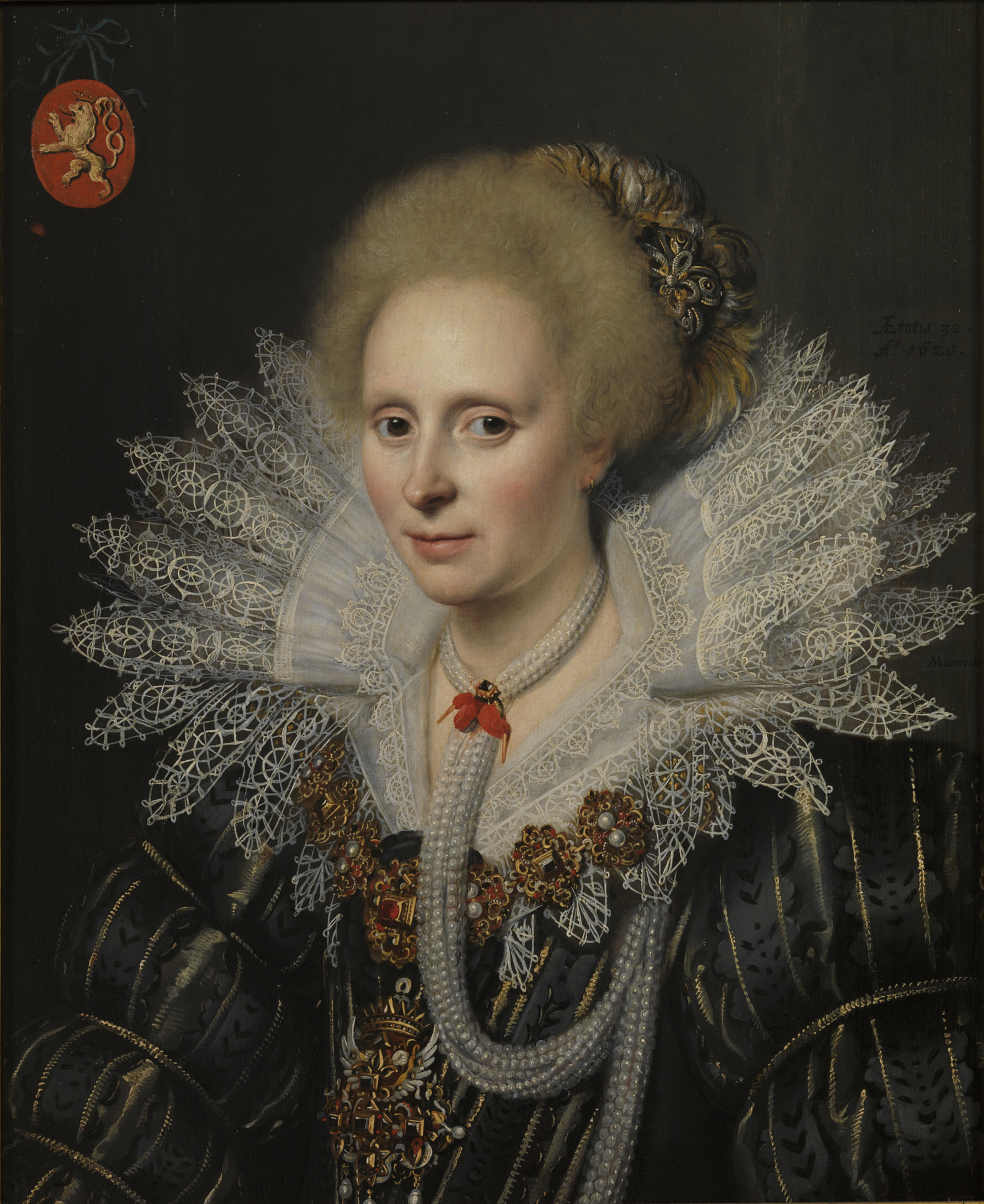
Retrato de una señora de la familia van Beijeren van Schagen (¿Theodora van Duvenvoorde?), 1620, óleo sobre lienzo, 63 x 51 cm, Madrid, Museo del Prado.

Michiel Jansz. van Mierevelt (Delft, 1567-1641) fue un pintor barroco neerlandés, especializado en la pintura de retratos.

## Biografía
Hijo de un orfebre, entre 1578 y 1581 estudió con dos poco conocidos pintores de Delft: Willem Willensz y Augustijn. En 1581 pasó a Utrecht para proseguir sus estudios con Anthonie Blocklandt van Montfoort. Dos años después, en 1583, retornó a Delft donde se inscribió como maestro independiente en el gremio de San Lucas ese mismo año o en 1585. Como retratista oficial de la casa de Orange-Nassau se desplazó ocasionalmente a La Haya, donde de 1625 a 1634 se inscribió como maestro independiente en el gremio de pintores sin abandonar la residencia en Delft, que mantuvo hasta su muerte.
Mierevelt tuvo un elevado número de discípulos, entre ellos sus propios hijos Jan y Pieter Michielsz. van Mierevelt, y su yerno, Jacob Willemsz Delff, Paulus Moreelse, Anthonie Palamedesz., Daniël Mijtens, Jan Antonisz van Ravesteyn o Hendrick Cornelisz. van Vliet. El extenso taller, dedicado a hacer copias de sus numerosos trabajos, y la reproducción en estampas de sus obras gracias a los grabados de Willem Delff, aseguraron la popularidad de sus retratos, aunque un tanto lineales, y su fama como principal retratista de los Países Bajos Septentrionales, hasta que el retorno de Gerard van Honthorst a La Haya lo desplazó del primer plano.